# Reginald L. Harris

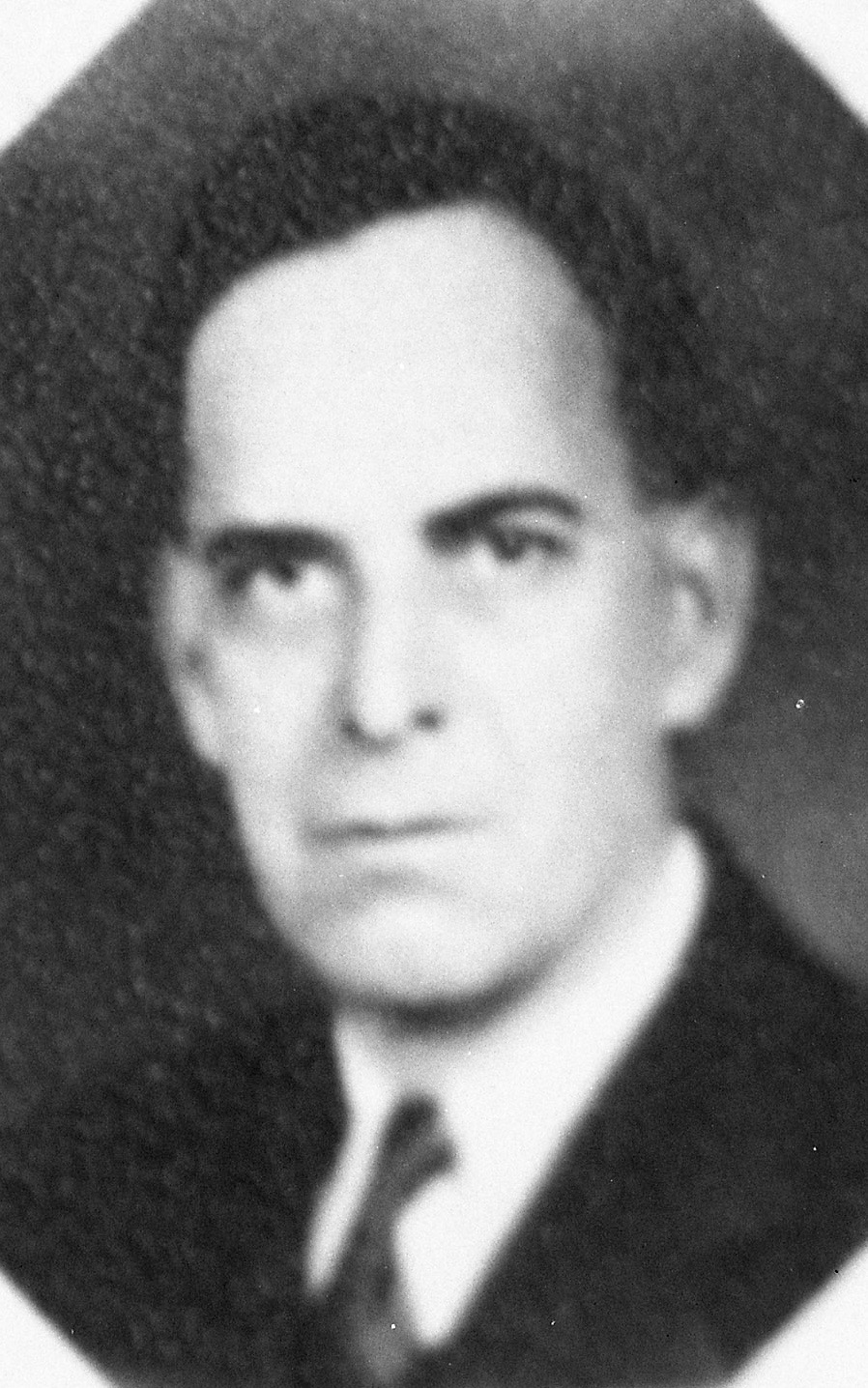
Reginald L. Harris (1935)

Reginald Lee Harris (* 9. September 1890 in Roxboro, Person County, North Carolina; † 27. Oktober 1959) war ein US-amerikanischer Politiker. Zwischen 1941 und 1945 war er Vizegouverneur des Bundesstaates North Carolina.

## Werdegang
Reginald Harris besuchte die Roxboro Central School und das Virginia Military Institute in Lexington. Danach begann er eine Laufbahn als privater Geschäftsmann. Zwischen 1941 und 1956 war er Präsident der Firma Roxboro Cotton Mills, für die er schon zuvor gearbeitet hatte. Zur gleichen Zeit war er auch Präsident der Peoples Bank of Roxboro. Zum Zeitpunkt seines Todes funguerte er als Vorstandsvorsitzender beider Institutionen. Überdies war er auch an anderen Unternehmen in North Carolina beteiligt. Er war auch Mitglied verschiedener Branchenvereinigungen. Unter anderem leitete er zeitweise die North Carolina Cotton Manufacturers Association. Harris war Mitglied der Long Memorial Methodist Church in Roxboro; dort war er Schatzmeister und Lehrer an der Sonntagsschule.
Politisch schloss sich Harris der Demokratischen Partei an. Im Jahr 1927 wurde er in das Repräsentantenhaus von North Carolina gewählt. Nach vier Wiederwahlen konnte er dort fünf zusammenhängende Legislaturperioden absolvieren. 1933 war er als Speaker Präsident dieser Kammer. Im Staatsparlament war er auch Mitglied mehrerer Ausschüsse.  1940 wurde er an der Seite von J. Melville Broughton zum Vizegouverneur von North Carolina gewählt. Dieses Amt bekleidete er zwischen 1941 und 1945. Dabei war er Stellvertreter des Gouverneurs und Vorsitzender des Staatssenats. Harris nahm auch als Delegierter an mehreren Democratic National Conventions teil. Mit seiner Frau Katharine Jones Long hatte er sechs Kinder. Reginald Harris starb am 27. Oktober 1959.